# پرینس جرج (ویرجینیا)

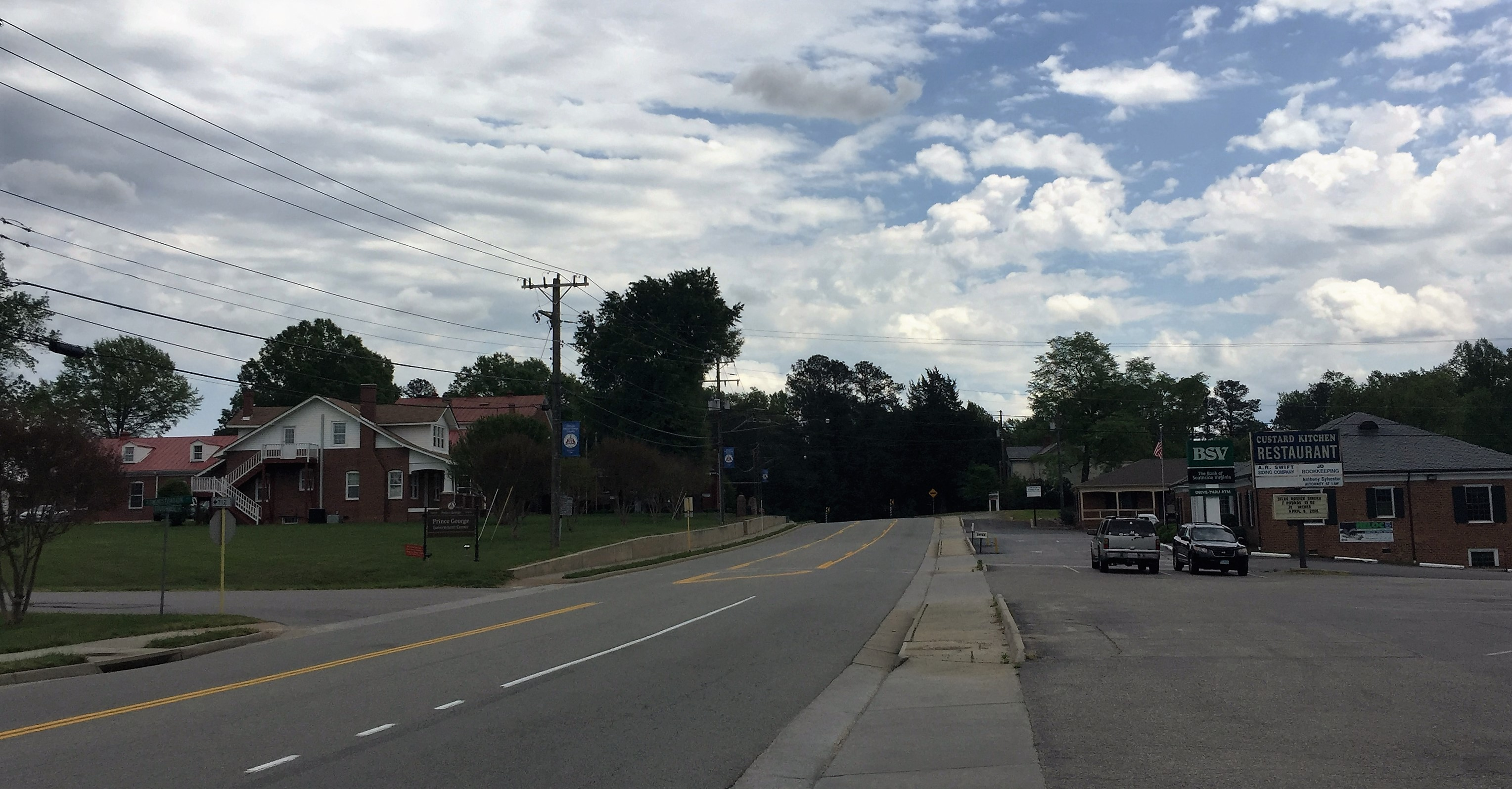
این منظره پرنس جرج از خیابان دادگاه است

پرینس جرج، ویرجینیا (انگلیسی: Prince George, Virginia) یک مکان تعیین شده برای سرشماری (CDP) در ولسوالی واقع در پرنس جورج ویرجینیا، ایالات متحده است.  جمعیت در سال ۲۰۱۰ سرشماری ۲٬۰۶۶ بود. 
این در منطقه واقع در متروی ریچموند، ویرجینیا است. ارتفاع آن۱۳۱ پا است.